# Jon Aberasturi
Jon Aberasturi Izaga (* 28. března 1989) je španělský profesionální silniční cyklista jezdící za UCI ProTeam Euskaltel–Euskadi.

## Hlavní výsledky
2011
GP Credito Agricola da Costa Azul
3. místo celkově
vítěz 1. etapy
2012
Volta ao Alentejo
4. místo celkově
8. místo Trofeo Migjorn
2013
8. místo Paříž–Tours
2014
Tour de Gironde
5. místo celkově
vítěz 1. etapy (TTT)
6. místo Trofeo Palma
10. místo Vuelta a La Rioja
2016
Tour de Kumano
 vítěz bodovací soutěže
Tour de Korea
vítěz 1. etapy
Tour de Hokkaido
vítěz 1. etapy
3. místo UAE Cup
Tour of Sharjah
10. místo celkově
2017
Tour of Thailand
 vítěz bodovací soutěže
vítěz 3. etapy
Kolem jezera Čching-chaj
vítěz etap 1 a 5
Tour de Korea
vítěz etap 1 a 4
Tour of Japan
vítěz 4. etapy
Kolem jezera Tchaj-chu
vítěz 5. etapy
Kolem Chaj-nanu
vítěz 1. etapy
2018
Vuelta a Aragón
 vítěz bodovací soutěže
vítěz 1. etapy
3. místo Circuito de Getxo
6. místo Paříž–Bourges
7. místo Clássica da Arrábida
10. místo Clásica de Almería
2019
vítěz Circuito de Getxo
Boucles de la Mayenne
 vítěz bodovací soutěže
vítěz 2. etapy
Vuelta a Burgos
vítěz 2. etapy
10. místo Gran Premio Bruno Beghelli
2020
Tour de Hongrie
vítěz 1. etapy
3. místo Trofeo Campos, Porreres, Felanitx, Ses Salines
4. místo Circuito de Getxo
8. místo Trofeo Playa de Palma
2021
Kolem Slovinska
vítěz 3. etapy
2. místo Cholet-Pays de la Loire
4. místo Clásica de Almería
4. místo Per sempre Alfredo
2022
8. místo Kampioenschap van Vlaanderen
Mistrovství Evropy
9. místo silniční závod
2023
9. místo Milán–Turín

### Výsledky na Grand Tours
| Grand Tour      | 2018 | 2019 | 2020 | 2021 | 2022 | 2023 | 2024 |
| --------------- | ---- | ---- | ---- | ---- | ---- | ---- | ---- |
| Giro d'Italia   | —    | —    | —    | —    | —    | —    | —    |
| Tour de France  | —    | —    | —    | —    | —    | —    | —    |
| Vuelta a España | 146  | 140  | 117  | 132  | —    | —    | DNF  |

| —   | Nezúčastnil se |
| DNF | Nedokončil     |